# Pfaffenthal

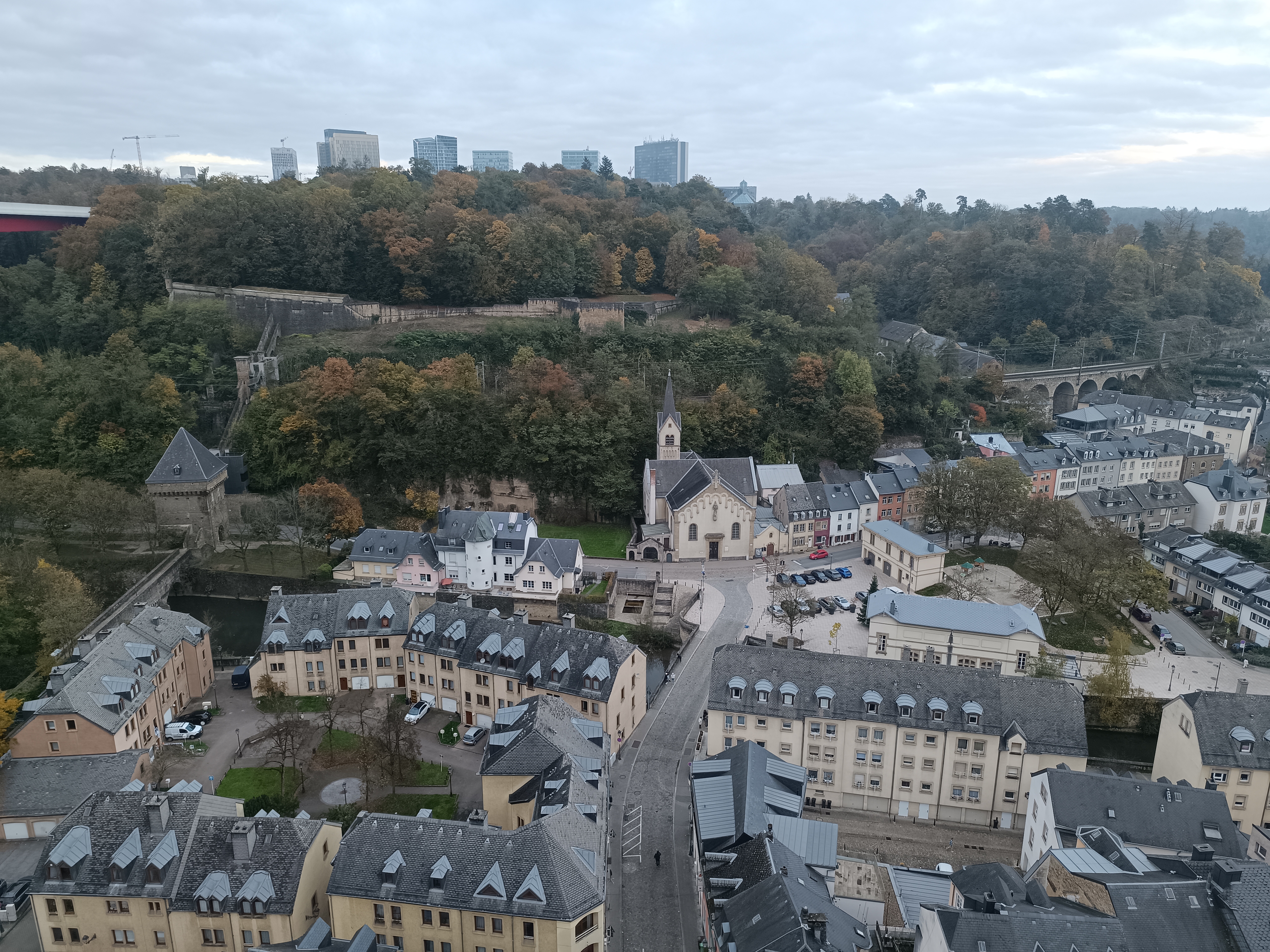
Barrio de Pfaffenthal o Pafendall.

Pfaffenthal (en luxemburgués Lb-Pafendall.oggⓘ ) es uno de los 24 distritos o barrios de la ciudad de Luxemburgo, que se encuentra en el valle del río Alzette. Se extiende aproximadamente desde el puente de la Gran Duquesa Carlota hasta el viaducto ferroviario, justo al noreste de Ville-Haute. En 2016, el barrio tenía una población de 1 252 habitantes.
Pfaffenthal, junto con la parte denominada Sichenhaff, se encuentra entre los barrios antiguos de la ciudad de Luxemburgo, a saber, Stadtgrund, Clausen y Pfaffenthal, uno de los más pintorescos por su historia, su topografía, sus monumentos, restos históricos y arqueológicos, su población, sus costumbres.
Este barrio, enclavado en el valle del Alzette, afluente del Sûre, en el pasado tuvo un carácter artesanal, comercial, industrial, militar, monástico, cultural, artístico, folclórico y social. Hoy en día, es un barrio joven, en plena mutación, gracias a su población multicultural.
Los habitantes de este barrio se llaman Pafendaller.
El territorio de Pfaffenthal es parte del sector protegido del valle de Alzette y desde 1994 de la zona tapón o de amortiguamiento inscrito en la lista del Patrimonio Mundial de la Unesco.

## Ubicación
El distrito de Pfaffenthal tiene una superficie de 37,52 ha y está ubicado en el centro de la capital. Limita con Weimerskirch al norte, Kirchberg y Clausen al este, Grund al sur y Ville Haute, Limpertsberg y Eich al este.
El río Alzette atraviesa el distrito de Pfaffenthal de norte a sur y lo divide en dos partes, oeste y este.

## Historia
Junto con la ciudad baja de Grund, Pfaffenthal forma el distrito más antiguo de la ciudad de Luxemburgo. En la época romana, una carretera que unía Reims con Trier cruzaba el río Alzette en Pfaffenthal. En la Edad Media, los artesanos que buscaban la proximidad del agua —curtidores, cerveceros, tintoreros— se instalaron en Pfaffenthal.
El nombre del distrito hace referencia a los monjes de la Abadía de Altmünster que cultivaban la tierra en este fértil valle. Su nombre francés era Vaux-les-Moines (Vallis Sacerdotalis en latín), pero ya no se usa en la actualidad.
Pfaffenthal es uno de los barrios de la ciudad con más historia.
Aquí se encontraban el primer hospital y la primera maternidad de la fortaleza de Luxemburgo. En las inmediaciones de Alzette, era un distrito importante para los artesanos de la ciudad. Los curtidores, que producían el cuero para la fabricación de guantes, tan importantes para Luxemburgo, se habían establecido aquí, río abajo de la ciudad. La vida estaba determinada por la proximidad del río, que servía de motor a los numerosos molinos. En el siglo XVII, los urbanistas de las Clarisas se trasladaron al edificio en el que actualmente se encuentra el hospicio civil.
Fue la obra de Vauban la que dio a este suburbio su aspecto característico al integrarlo en la fortaleza. Dos puertas fortificadas, las puertas de Eich y Bons Malades, cierran actualmente el valle. Están conectados por un muro cortina (pasarela), el Béinchen, que atraviesa el río. Al abrigo de estas nuevas fortificaciones, las Clarisas del Espíritu Santo reconstruyeron su convento, actual Hospicio Civil, a finales del siglo XVII.
El circuito de Vauban, caminata marcada en la ciudad, permite descubrir hoy este patrimonio histórico.
Un ascensor panorámico público conecta el barrio con la Ville-Haute.